# Yahoo! Maps
«Yahoo! Maps» — безкоштовний картографічний сервіс, що надається компанією Yahoo!. Сервіс являє собою аналог Google Maps. У Yahoo! Maps є три основні режими перегляду — карта, вид зверху і гібрид. Є бізнес-довідник і карта автомобільних доріг з пошуком маршрутів, що охоплює США і Канаду. Можна подивитися інформацію про тягнучки на деяких дорогах США. Також представлені карти багатьох найбільших міст світу.
Картографічні дані представлені NAVTEQ і Tele Atlas. Високодетальні космознімки метрового дозволу представлені Yahoo! Maps підприємством GeoEye. Є знімки дозволу 1-2 метри практично на всю територію США, а також великих міст по всій планеті.
Для роботи сервісу потрібне увімкнений в браузері JavaScript або Flash-плагін.
Був створений компанією «Yahoo!» в 2002 році як заміна сервісу MapQuest.